# Leberecht Dreves
Leberecht Blücher Dreves, född 12 september 1816 i Hamburg, död 19 december 1870 i Feldkirch, Vorarlberg, var en tysk skald. Han var far till Guido Maria Dreves. 
Dreves stod i sina lyriska dikter nära Joseph von Eichendorff, vilken också utgav en samling av Dreves Gedichte (1849; tredje upplagan 1870).